# مارک ریچاردسون (ورزشکار)
مارک ریچاردسون (انگلیسی: Mark Richardson؛ زادهٔ ۲۶ ژوئیهٔ ۱۹۷۲) ورزشکار دو و میدانی اهل بریتانیا است.
وی در مسابقات کشوری و بین‌المللی در مجموع برندهٔ ۲ مدال نقره شده‌است.